# Amtsachara
Amtsachara är en politisk rörelsen i Abchazien Rörelsen bildades år 1999, främst bestående av krigsveteraner från Abchazienkonflikten 1992/1993, vilket idag breddats till att engagera en större del av befolkningen. I presidentvalet i Abchazien 2011 stödde rörelsen kandidaten Alyksandr Ankwab, som även var tillförordnad president fram till valet.